# Innhavet
Innhavet (lulesamisch: Strávnjunnje) ist ein Ort in der Gemeinde Hamarøy in Nordland in Norwegen. Es liegt an der Bucht Straumsnesvika am Sagfjord und hat unter anderem einen Kindergarten und eine Grund- und Mittelschule (barne- og ungdomsskole) mit 29 Schülern (Stand 2019/2020), ein Lebensmittelgeschäft, einen Friseur und ein Hotel.
Innhavet ist nach dem gleichnamigen Meeresarm benannt, der zwischen der Insel Finnøya und dem Festland die beiden Fjorde Sagfjord und Kaldvågfjord miteinander verbindet.  Dabei steht das norwegische Wort „inhav“ für ein Binnenmeer und „-et“ ist die bestimmte Form davon.
Innhavet liegt an der E6 zwischen Fauske und Bognes am Tysfjord (Meeresarm). Die Regionalstraße 662 (norwegisch fylkesvei 662) führt von Innhavet auf die Insel Finnøya. Busse, die Fauske mit Narvik, Harstad und Sortland verbinden, legen oft in Innhavet eine kurze Pause ein.
Die Polarbahn (Norwegen), deren Planung und Bau von der deutschen Besatzungsmacht während des Zweiten Weltkriegs beschleunigt wurde, sollte einen Bahnhof in Innhavet haben.
Das Museum Hamarøy Krigsminnemuseum liegt in Innhavet und hat unter anderem den Bau der Bahnstrecke mit sowjetischen Kriegsgefangenen zum Thema.
An vielen Orten in der Umgebung von Innhavet und dem etwas weiter südlich gelegenen Tømmerneset finden sich Reste dieses Bahnbaus und der damit verbundenen Gefangenenlager.
Sagfjord IL betreibt eine beleuchtete Loipe und eine Skipiste in Innhavet und hat Pläne, die Skipiste zu einer größeren Alpinskianlage auszubauen.
Das Sportangebot umfasst auch Aktivitäten wie Fußball und andere Ballsportarten, Kindersport, Skisport und Fjelltrim.